# Gohomey
Gohomey ist ein Ort und ein Arrondissement im Departement Couffo im westafrikanischen Staat Benin. Es ist eine Verwaltungseinheit, die der Gerichtsbarkeit der Kommune Djakotomey untersteht.

## Demografie und Verwaltung
Gemäß der Volkszählung 2013 des beninischen Statistikamtes INSAE hatte das Arrondissement 17.706 Einwohner, davon waren 8090 männlich und 9616 weiblich.
Von den 85 Dörfern und Quartieren der Kommune Djakotomey entfallen sieben auf Gohomey:
1. Démahouhoué
2. Dowomey
3. Godouhoué
4. Gohomey-Centre
5. Hagoumey-Centre
6. Loko-Atoui
7. Mouzoukpokpohoué